# Mouressio (gemeente)
Mouresi (Grieks: Μουρέσι) is een deelgemeente van de Griekse fusiegemeente Zagora-Mouresi in de bestuurlijke regio (periferia) Thessalië. De gemeente telt 2690 inwoners. De hoofdplaats van de voormalige gemeente was Tsagkarada.

## Gemeentelijke indeling
De voormalige gemeente Mouresi was onderverdeeld in de volgende districten:
- Agios Dimitrios Pelio
  - Agios Ioannis
- Anilio
  - Plaka
- Kissos
- Mouresi
  - Agios Ioannis Mouresiou
  - Damouchari
- Tsagkarada
  - Mylopotamos
- Xorichti
  - Kato Xorichti